# Hansta
Hansta är ett naturområde i Västerort inom Stockholms kommun och Stockholms nordligaste stadsdel. Den största delen av Hansta är sedan 1999 Hansta naturreservat som gränsar till Järvafältets naturreservat.  Området överfördes 1980 från Sollentuna kommun till Stockholms kommun. Hansta klassades som en egen stadsdel i slutet av 1980-talet men har ej behandlats som sådan i statistiska sammanhang där Hansta räknas som en del av Akalla. 

## Namnet
Hansta var namnet på Hägerstalunds gård fram till 1680-talet, då den dåvarande ägaren Nils Hägerflycht ändrade det. Först i mitten av 1960-talet användes "Hansta" igen, när en utbyggnad av området var aktuell och planerarna ville lägga en stor centrumanläggning här. Arbetsnamnet på den var "Järva City". Men namnberedningen i Stockholm tog istället upp det gamla gårdsnamnet Hansta, belagt sedan 1538, då det finns upptaget i Gustav Vasas jordebok.

## Förhistoria
| U 72 (t.v.), numera på Skansen och U 73. |  | U 72 (t.v.), numera på Skansen och U 73. |
| U 72 (t.v.), numera på Skansen och U 73. |  |                                          |

Området är rikt på fornlämningar. Ett fyrtiotal har hittats, bland annat gravfält, stensättningar, terrasseringar, boplatslämningar och två runstenar. I Hansta finns ett system av stensträngar med en sammanlagd längd på cirka 600 meter och utgör därmed Stockholms största stensträngsområde. De flesta fornlämningarna är från bronsåldern och järnåldern, 500 f.Kr–1000 e.Kr. År 1979 hittade man en halsring och en ankelring av brons. 
De runstenar som funnits i området är U 73 och U 72. Idag finns bara U 73 kvar i Hansta, den står troligen på sin ursprungliga plats och är känd sedan 1600-talet. U 72 hittades 1896 liggande på åkern inte långt från U 73 och flyttades samma år till friluftsmuseet Skansen, som då var under uppbyggnad. Man hade då inte observerat att U 72 och U 73 hörde ihop och tillsammans utgjorde ett parmonument. Båda stenarna är tillskrivna runristaren Visäte.
De personer som omtalas på runstenen bodde troligen på den plats där Hägerstalunds gård ligger idag. Av stenarna kan man förstå att Ingas söner, Ärnmund och Ingemund, har ärvt sin fars gård när han dött. Ärnmund och Ingemund har sedan rest till Grekland där de omkommit varpå deras mor Inga ärvde gården. När Inga sedan dog fick hennes bröder Gärdar och Jorund gården och reste stenarna för att visa hur de kommit i besittning av ägorna. Förutom att vara ett minnesmärke över två Greklandsfarare är Hägerstalundsstenarna även ett juridiskt dokument som berättar hur bröderna Gärdar och Jorund kom i besittning av arvet efter Ärnmund och Ingemund.

## Nyare tid

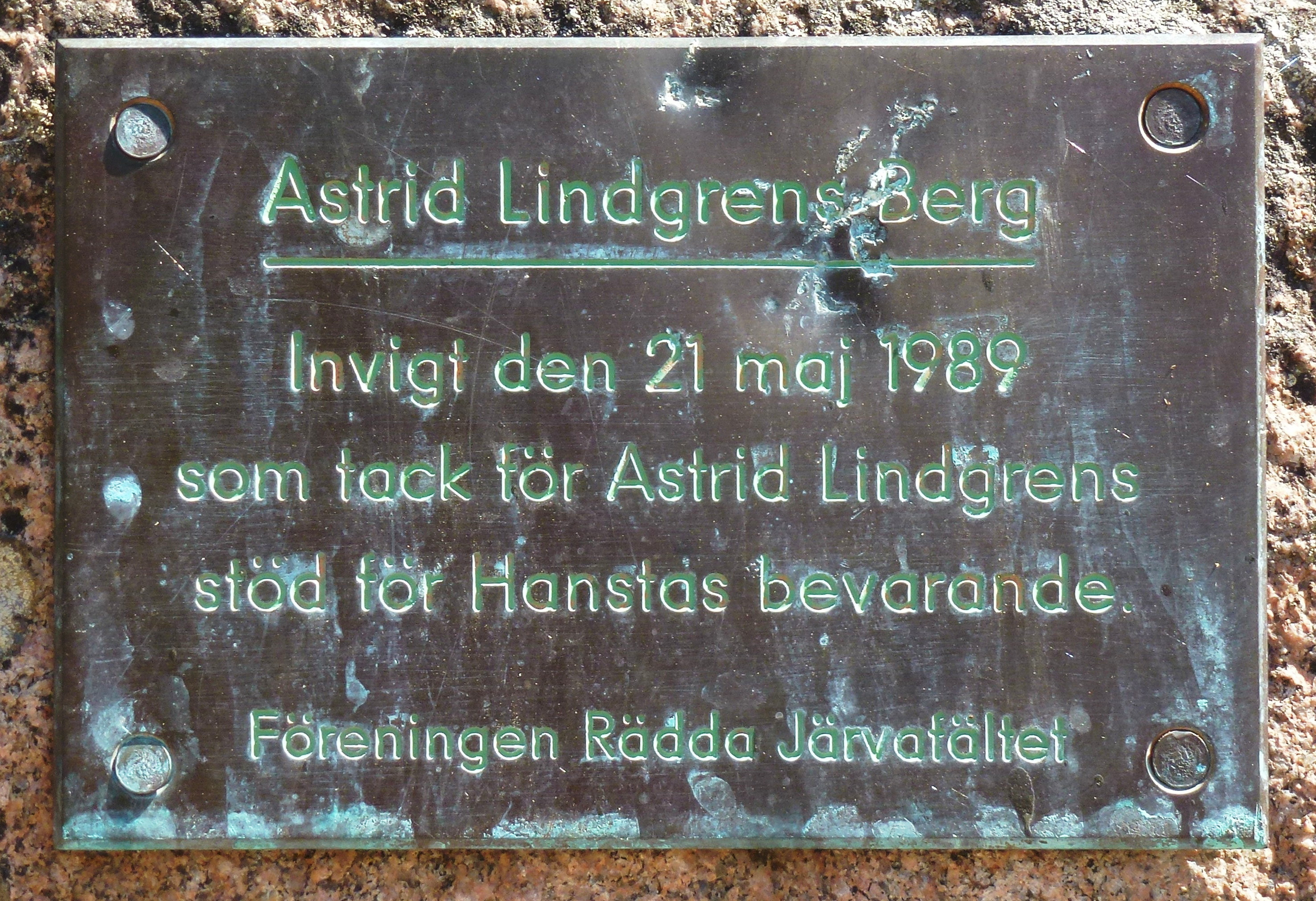
Skylt på minnesstenen.

År 1682 tog Nils Hägerflycht över de två gårdar som fanns i området, och ändrade namnet på dem till Hägerstalund. Gården används numera som värdshus, gårdens bostadshus är fortfarande bebodda. Gårdens åkrar och ängar används mest som hästhagar. Från 1700-talet finns lämningarna efter torpen Solhyllan, Ekåsen och Brandten. Mellan 1905 och 1960-talet använde militären området som övningsområde för bland annat projektiler. Området slets hårt under denna tid.

### Bostadsprojekt inom området
Norra Järva planerades under 1960-talet som ett miljonprogramprojekt. En generalplan över området togs fram av arkitekterna Jon Höjer och Sture Ljungqvist 1967, förslaget innebar att de nya stadsdelarnas centrum skulle ligga i Hansta, även kallat Järva City. En stark opinion vände sig mot förslaget som lades ner, bland annat på grund av att konjunkturen blev sämre.
År 1982 köpte Stockholms stad området av Sollentuna kommun. I samband med det lät man fem arkitektkontor rita förslag, området planerades för 20 000 invånare, 7 500 lägenheter samt arbetsplatser, service och två tunnelbanestationer. En generalplan för Hansta upprättades 1983. Kritiken blev på nytt stor mot dessa planer, och även det projektet lades ner. En person som engagerade sig i kampanjen "Rädda Hansta" var Astrid Lindgren, efter henne uppkallades ett 55 meter högt berg inne i naturreservatet med en minnessten som restes i maj 1989 (se Astrid Lindgrens berg).

## Hansta naturreservat

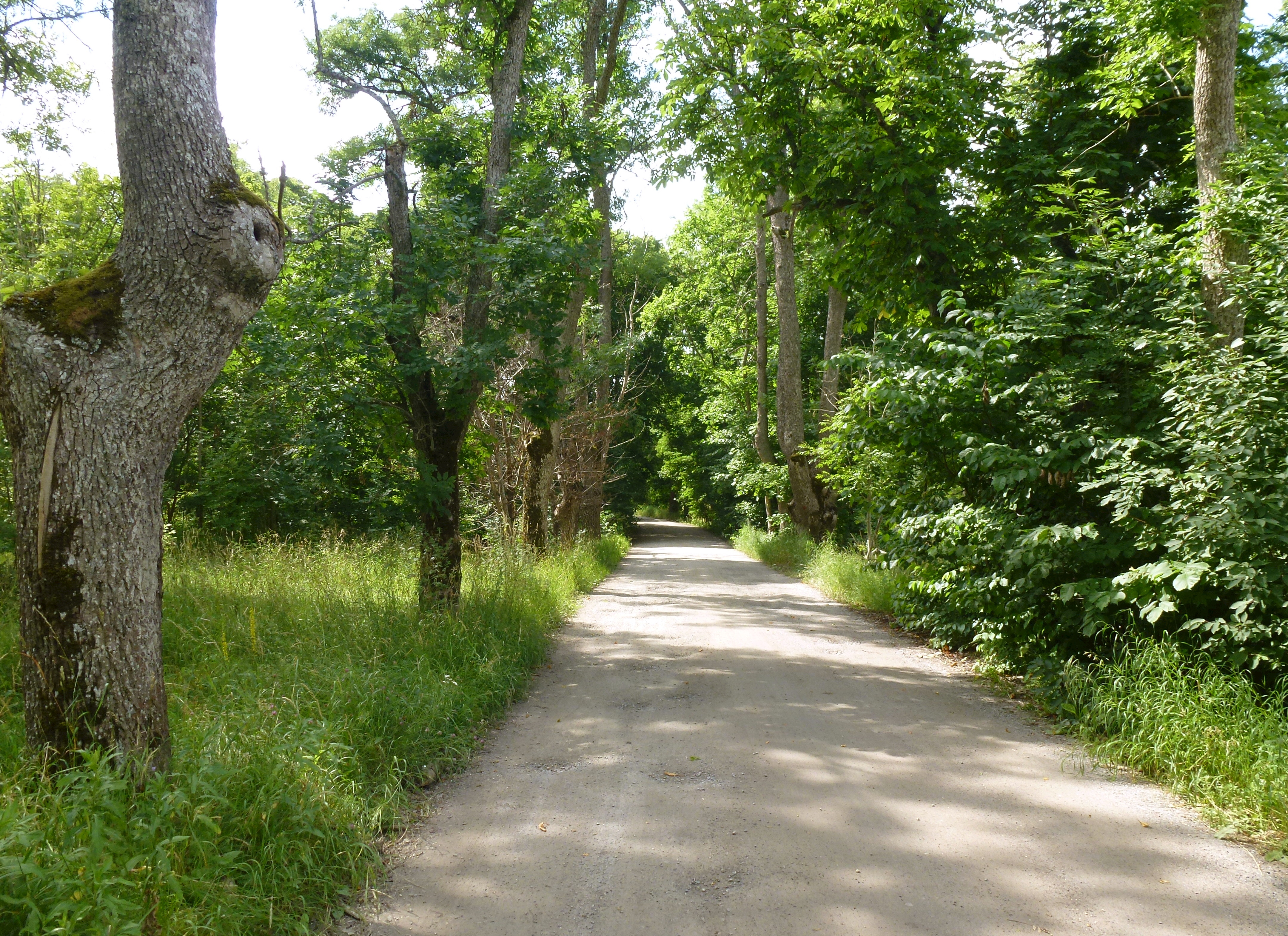
Den gamla häradsvägen i reservatet.

I december 1999 fick den största delen av Hansta status som naturreservat. Området har en blandad sammansättning, här finns äldre barrskog, ängsmarker, ädellövskog och hagar. Många djur trivs här, till exempel hackspett, kattuggla, pärluggla, starar, skogsduva, nötkråka och många andra. Hanstas natur uppskattas av både svamp- och bärplockare.
Genom Hansta naturreservat sträcker sig olika vandrings- och cykelleder med god förbindelse till övriga Järvafältet. Syftet med reservatet är "att för framtiden bibehålla och vårda ett natur- och kulturlandskap samt friluftsområde så att Järvafältets samlade natur- och kulturkvaliteter stärks". I den sydvästra delen finns ett Natura 2000-område. I nordväst ansluter Järvafältets naturreservat.